# El Taller de Arte

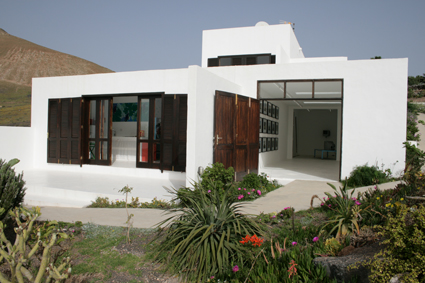
El Taller de Arte en Conil

El Taller De Arte, ETDA , es una espacio no comercial de arte contemporáneo internacional en la isla de Lanzarote, Islas Canarias, España

## Lugar
El Taller De Arte está situado cerca del pueblo de Conil, en el municipio de Tías en Lanzarote, provincia Las Palmas,  (Islas Canarias). En las Vegas de Tegoyo, calle Camino del barranco Tegoyo n.º 18, están las salas de los proyectos y exposiciones.

## Exposiciones
Desde 2002 realizan regularmente exposiciones individuales, colectivas, y temáticas, performance, lecturas, conciertos de artistas internacionales.
El Taller De Arte ha presentado a: David Hockney, Alejandro Krawietz, Melchor López, Yolanda Soler Onís, Pedro Tayó, Sergio Molina, José Luis Luzardo, Mario Castro, Marymar Duarte, Rosa Galindo, Rufina Santana, Félix Hormiga, Eberhard Bosslet, Grego Matos, Amalia Barboza, Fátima Lemes, Nino Díaz, Clemencia Labin, Atchen Pounapal, Sonja Berles, Klaus Beckmann, Claudia Dora, Kerstin Gommlich, Franziska und Sophia Hoffmann, Manuel Frolik, Thomas Judisch, Alex Lebus, Jonas Lewek, Alexander Policek, Claudia Tronicke, Marcel Walldorf, Maxi Weimann, Mikka Wellner, Frank Zitzmann, Luis Villalba.

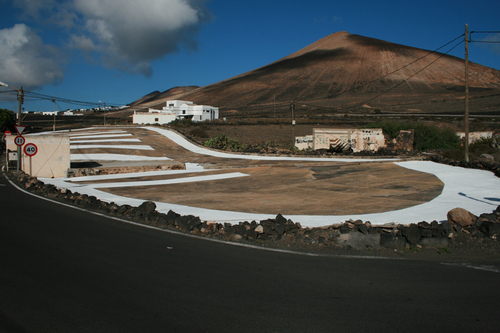
Eberhard Bosslet - Begleiterscheinung XI, 2008 - Un proyecto de El Taller De Arte

## Historia
Director del ETDA es el artista lanzaroteño, Luis Villalba. El estudio pintura en el Hochschule für Bildende Künste Hamburg desde 1987 hasta 1992 con el profesor Almir Matvier Alejandro Quilape Villaroel. En 2002 regresa a su país y crea  "El Taller De Arte“. En el año 2011 Luis Villalba, decide clausurar las actividades de dicho proyecto. Ese mismo año Eberhard Bosslet, "Lanzarote Now 2009",  dirige y realiza la segunda Era, "La Era del inglés" en la ladera de la montaña Bermeja en el pueblo de Conil. Y Clemencia Labin, "Mi Mundo Now 2007".

## Enlace exteriores
- El Taller de Arte Blog

- Datos: Q1324616
- Multimedia: El Taller de Arte / Q1324616